# محلول منظم بيكربونات

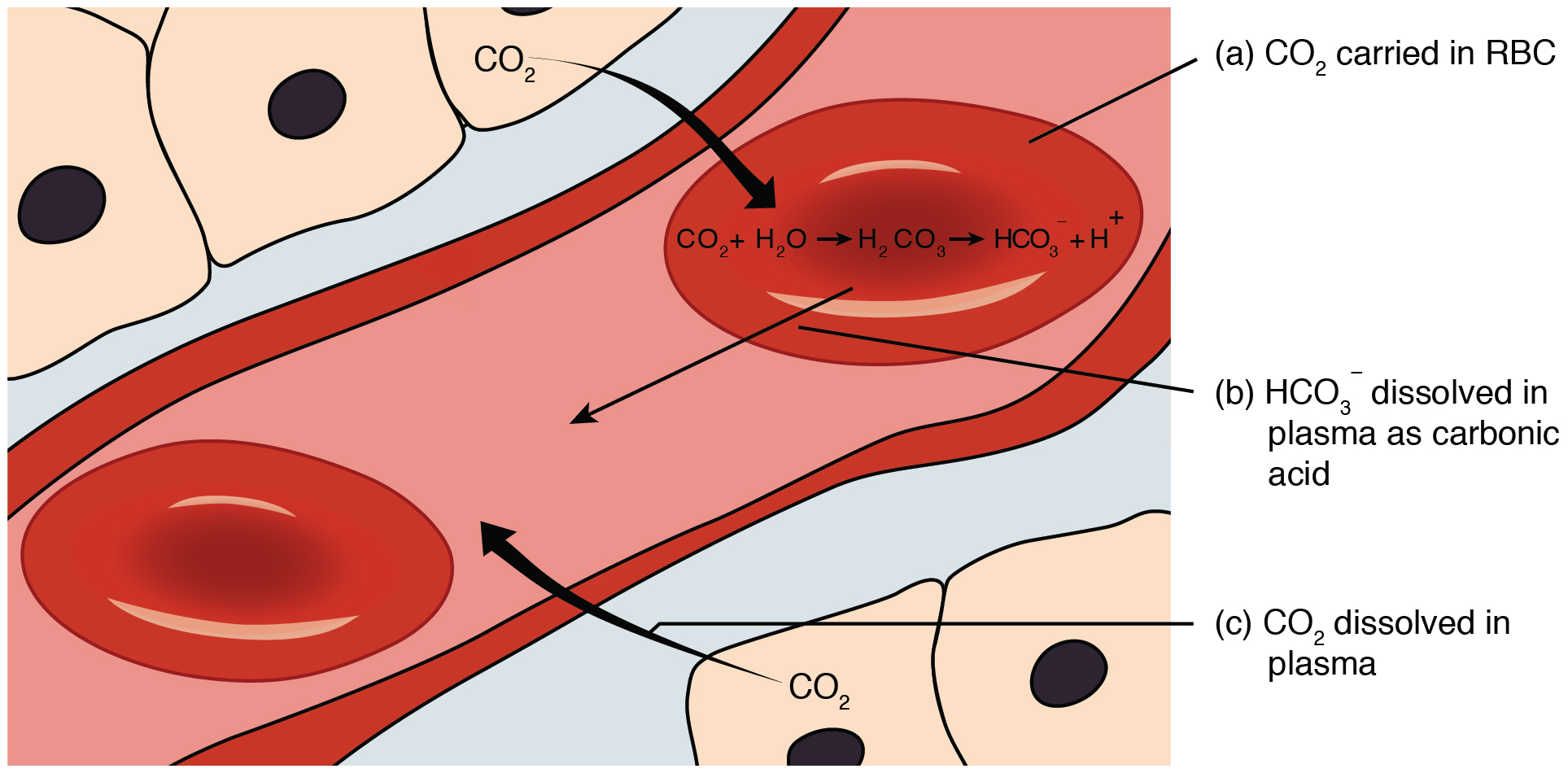

محلول منظم بيكربونات أو محلول حمض الكربونيك/بيكربونات في الكيمياء و الطب (بالإنجليزية:Bicarbonate Buffering System ) هو محلول منظم الدم ، يعمل على تنظيم قيمة الأس الهيدروجيني (البي إتش) PH value في الدورة الدموية . وهو يتكون من حمض الكربونيك
(H2CO3) و بيكربونات والتي لها مفعول قاعدة . فإذا كانت حموضية الدم غير كافية يذوب أيون هيدروجين
(H+) من حمض الكربونيك مكونة البيكربونات . وإذا كان الدم ذو حمضية عالية (بمعنى فيه عدد زائد من أيونات الهيدروجين) فتربط بعض جزيئات البيكربونات أيونات الهيدروجين (الزائدة) وتتحول إلى جزيئات حمض الكربونيك . ويتفكك حمض الكربونيك مكونا ماء (H2O) و ثاني أكسيد الكربون (CO2). وعن طريق التنفس يخرج ثاني أكسيد الكربون مع الزفير .
وبالعكس ينخفض نشاط عمل الرئة عندما تكون حموضة الدم منخفضة . وتشترك الكلى كذلك في هذه العملية مع عملية التنفس في ضبط مستوى الحمضية-القاعدية في الدم . فكل منهما يستطيع عن طريق البيكربونات أن يزيد من معدل طرد ثاني أكسيد الكربون أو الاحتفاظ به في الدم لموازنة مستوى الحمضية-القاعدية في الدم، أي جعل قيمة البي إتش في الدم في الحيز السليم (في حدود 35و7 - 45و7 ) .
كما تشترك بعض بروتونات الدم في عملية ضبط مستوى حموضة الدم وقاعديته، فهي أيضا تربط من أيونات الهيدروجين الزائدة في الدم أو تحرر بعضا منها بحسب الاحتياج .

## طريقة عمله
يعتمد تنظيم محلول حمض الكربونيك/بيكربونات على التفاعلات الكيميائية التالية:
{\displaystyle {\rm {CO_{2}+H_{2}O\rightleftarrows H_{2}CO_{3}\rightleftarrows HCO_{3}^{-}+H^{+}}}}
ولغرض التبسيط والإيضاح يمكن اهمال حمض الكربونيك (H2CO3) حيث أن تركيزه في الدم أقل 400 مرة عن تركيز ثاني أكسيد الكربون
(CO2).
فنحصل على التفاعل العكوسي:
{\displaystyle {\rm {CO_{2}+H_{2}O\rightleftarrows HCO_{3}^{-}+H^{+}}}}
وتنطبق معادلة هندرسون-هاسلبالخ على هذا المحلول المنظم :
{\displaystyle pH=pK_{S}+\lg {\frac {c(HCO_{3}^{-})}{c(CO_{2})}}}
وتبلغ قيمة ثابت توازن الحمض pKs=6,1 . أي أن قيمة البي إتش التي لا بد وان تكون في حدود pH = 7,4 لتكون وظائف الأعضاء سليمة فتنظمها نسبة تركيز البيكربونات إلى تركيز ثاني أكسيد الكربون في الدم.
(ملحوظة : كما أن بعض بروتينات الدم تساهم بنسبة 24% في ضبط البي إتش.)
ويعتبر منظم الدم نظاما مفتوحا (حيث يطرد ثاني أكسيد الكربون إلى الخارج (الهواء)). يتكون ثاني أكسيد الكربون في الدم باحتراق الغذاء ويطرد جزء منه مع الزفير أثناء التنفس . ويكون الضغط الجزئي لثاني أكسيد الكربون عند مستوى معين ثابت في الدم في الأحوال العادية، وينظم التنفس هذا الضغط الجزئي . في نفس الوقت تشترك عملية التمثيل الغذائي في عملية الضبط بحيث تبقى قيمة البي إتش عند لمستوى السليم . ويمكن للجسم عن طريق زيادة معدل التنفس أو خفضه التحكم في تركيز ثاني أكسيد الكربون في الدم .
فإذا زاد معدل التنفس تقل كمية ثاني أكسيد الكربون CO2 في الدم وينخفض الضغط الجزئي لثاني أكسيد الكربون في الرئة وبالتالي يقل في الدم . وطبقا قانون فاعلية الكتلة ينشأ ثاني أكسيد الكربون من تفاعل البيكربونات HCO3– مع أيونات الهيدروجين . فيقل عدد أيونات الهيدروجين، وبالتالي يرتفع باهاء الدم، ويصبح قاعديا ، وهذا ما يسمى في الطب قلاء تنفسي .
وبالعكس في حالة انخفاض النشاط التنفسي يزداد الضغط الجزئي لثاني أكسيد الكربون CO2 في الدم فيسير التفاعل في الاتجاه العكسي، أي ينخفض باهاء الدم فتزداد حمضيته، وهذا ما يسمى حماض تنفسي أو حماض رئوي.